# 호르몬 수용체

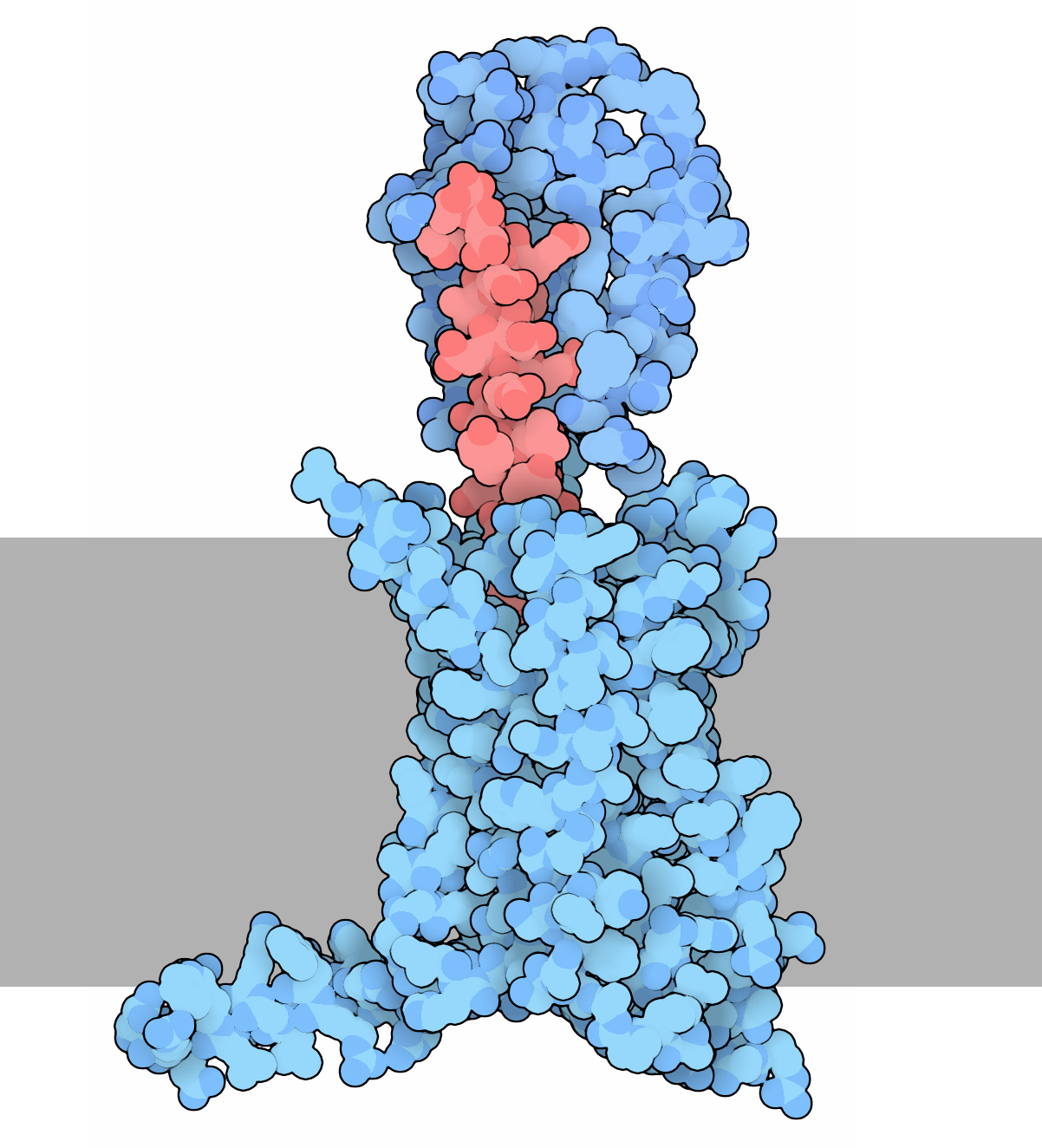
호르몬 수용체의 일종인 글루카곤 수용체. 글루카곤은 분홍색으로 글루카곤 수용체는 파란색으로 표시되어 있다.

호르몬 수용체(영어: hormone receptor)는 특정 호르몬과 결합하는 수용체 단백질이다. 호르몬 수용체는 갑상샘 호르몬, 스테로이드 호르몬, 레티노이드, 비타민 D에 대한 수용체와 지방산, 프로스타글란딘과 같은 다양한 리간드에 대한 다양한 기타 수용체로 구성된 광범위한 단백질 패밀리이다. 호르몬 수용체는 주로 두 종류로 나뉜다. 펩타이드 호르몬 수용체는 세포의 원형질막에 내장된 세포 표면 수용체인 경향이 있기 때문에 막관통 수용체라고 한다. 이에 대한 예로는 인슐린 수용체가 있다. 스테로이드 호르몬 수용체는 일반적으로 원형질 내에서 발견되며 세포내 수용체 또는 핵 수용체라고 한다. 이에 대한 예로는 안드로젠 수용체가 있다. 호르몬 결합 시 수용체는 다중 신호전달 경로를 개시할 수 있으며, 이는 궁극적으로 표적 세포의 행동 변화로 이어진다.
호르몬 요법과 호르몬 수용체는 유방암 치료에서 매우 큰 역할을 한다(치료법은 유방암에만 국한되지 않는다). 호르몬에 영향을 줌으로써 세포의 생장은 그 기능과 함께 변화될 수 있다. 이러한 호르몬은 암이 신체에서 생존하지 못하게 할 수 있다.

## 일반적인 리간드 결합

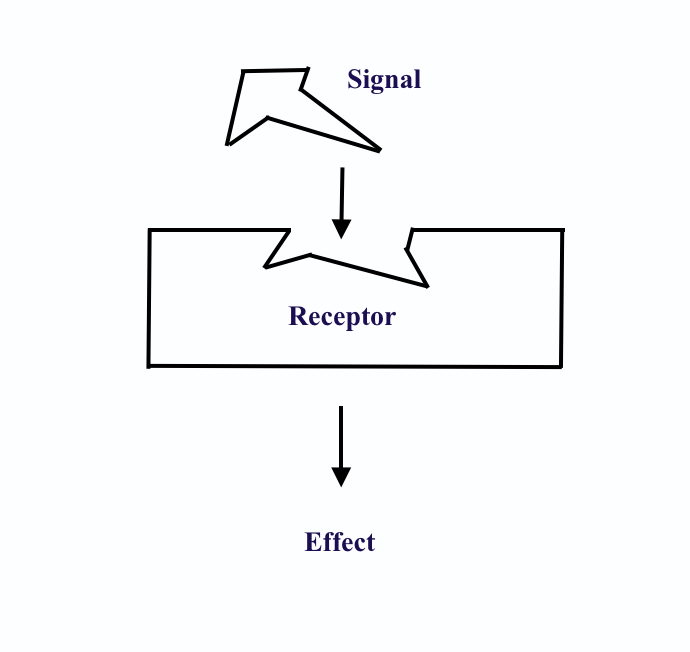
신호 분자는 호르몬 수용체에 결합하여 수용체의 입체구조적 변화를 유도하여 세포 반응을 유도하는 신호전달 캐스케이드를 시작한다.

호르몬 수용체는 약한 상호작용의 축적으로 인해 호르몬에 결합한다. 효소와 수용체의 크기가 상대적으로 크기 때문에 표면적이 넓다는 것은 이러한 약한 상호작용이 일어나는 기반을 제공한다. 이러한 결합은 극성, 비극성, 전하, 중성, 친수성 또는 소수성 잔기 사이의 상호작용의 상보성 때문에 실제로 매우 특이적이다. 결합 시 수용체는 종종 입체구조적 변화를 겪고 추가로 신호전달 리간드와 결합하여 신호전달 경로를 활성화시킬 수 있다. 호르몬과 수용체 사이의 매우 특이적이고 고친화성 상호작용으로 인해 매우 낮은 농도의 호르몬도 상당한 세포 반응을 일으킬 수 있다. 수용체는 호르몬의 기능과 리간드의 구조에 따라 다양한 구조를 가질 수 있다. 따라서 수용체에 대한 호르몬의 결합은 협동적 결합, 가역적 및 비가역적 상호작용, 다중 결합 부위에 의해 매개될 수 있는 복잡한 과정이다.

## 기능

### 신호의 전달
호르몬 또는 여러 호로몬의 존재는 수용체에서 반응을 가능하게 하며, 이는 일련의 신호전달을 개시한다. 호르몬 수용체는 다른 분자와 상호작용하여 영양 공급원의 증가 또는 감소, 생장 및 기타 대사 기능과 같은 다양한 변화를 유도한다. 이러한 신호전달 경로는 다양한 신호가 다른 신호를 활성화하고 억제하는 피드백 루프에 의해 매개되는 복잡한 메커니즘이다. 신호전달 경로가 영양소 생산의 증가로 끝나는 경우, 해당 영양소는 추가적인 생산을 방지하기 위한 경쟁적 저해제로 역할을 하는 수용체에 다시 신호를 보낸다. 신호전달 경로는 유전자 발현의 활성화 또는 비활성화, 대사 산물의 수송 효소 활성의 제어를 통해 세포를 조절하여 생장 및 대사의 기능을 관리한다.

#### 세포내 수용체
세포내 수용체와 핵 수용체는 세포가 내부의 변화와 신호에 반응하는 직접적인 방식에 관여한다. 세포내 수용체는 세포막을 통과하는 소수성 리간드에 의해 활성화된다. 모든 핵 수용체는 구조가 매우 유사하며 본질적인 전사 활성으로 설명된다. 본질적인 전사에는 전사 활성화, DNA 결합, 리간드 결합이라는 세 가지 도메인이 포함된다. 이러한 도메인과 리간드는 소수성이며 막을 통해 이동할 수 있다. 거대분자와 리간드 분자가 세포 내로 이동하면 반응이 활성화될 때까지 다양한 세포 환경을 통해 세포 내 신호전달의 복잡한 수송 시스템이 가능해진다. 핵 수용체는 특정 유전자를 발현하기 위해 세포의 요구를 특별히 돕는 특별한 종류의 세포내 수용체이다. 핵 수용체는 근처 유전자의 전사를 발현하거나 억제하기 위해 특정 DNA 서열을 표적으로 삼아 DNA에 직접적으로 결합하는 경우가 많다.

#### 세포 표면 수용체
세포 외 환경은 세포 내 변화를 유도할 수 있다. 호르몬 또는 기타 세포 외 신호는 막관통 수용체라고도 알려진 세포 표면 수용체에 결합하여 세포 내 변화를 유도할 수 있다. 이러한 상호작용을 통해 호르몬 수용체는 세포 내에서 반응을 돕기 위한 2차 전달자를 생성할 수 있다. 2차 전달자는 결국 세포 기능을 변화시키는 복잡한 신호전달 시스템에 들어가기 위해 세포내 수용체와 상호작용하도록 보내질 수도 있다.
G 단백질 연결 수용체(GPCR)는 막관통 수용체의 주요 부류이다. G 단백질의 특징으로는 GDP/GTP 결합, GTP 가수분해 및 구아노신 뉴클레오타이드 교환이 있다. 리간드가 G 단백질 연결 수용체에 결합하면 수용체의 입체구조가 바뀌고, 이로 인해 수용체의 서로 다른 막 도메인 사이의 세포 내 루프가 G 단백질과 상호작용을 하게 된다. 이러한 상호작용은 GDP를 GTP로 교환하게 하며, 이는 G 단백질의 α 소단위체 내에서 구조적 변화를 촉발한다. 이러한 변화는 α 소단위체와 β-γ 복합체의 상호작용을 방해하여 GTP가 결합한 α 소단위체가 β-γ 복합체와 분리된다. GTP-α 단량체는 다양한 세포 표적과 상호작용을 한다. β-γ 이량체는 또한 세포 내 효소(예: 아데닐산 고리화효소)를 자극할 수 있지만 GTP-α 단량체 만큼 많은 표적을 갖고 있지는 않다.

### 유전자 발현의 보조
호르몬 수용체는 DNA와 직접적으로 상호작용하거나 신호전달 경로와 교차하여 전사인자로 작용할 수 있다. 이 과정은 보조 조절인자(coregulator)를 통해 매개된다. 리간드가 없으면 수용체 분자는 보조 억제인자(corepressor)에 결합하여 유전자 발현을 억제하고 히스톤 탈아세틸화효소를 통해 염색질을 압축한다. 리간드가 존재하면 핵 수용체는 다양한 보조 활성인자(coactivator)를 모집하기 위해 입체구조적 변화를 겪는다. 이 분자들은 염색질을 리모델링하는 역할을 한다. 호르몬 수용체는 보조 조절인자 복합체와 상호작용할 수 있는 매우 구체적인 모티프를 가지고 있다. 이는 수용체가 세포 외 환경과 즉각적인 세포 구성 모두에 따라 유전자 발현의 조절을 유도할 수 있는 메커니즘이다. 스테로이드 호르몬과 수용체에 의한 유전자 발현의 조절은 유전자 발현을 돕는 가장 강력한 분자 상호작용이다.
리간드 또는 수용체 부족으로 인한 핵 수용체 결합 문제는 세포에 심각한 영향을 미칠 수 있다. 리간드에 대한 의존성은 유전자 발현을 조절할 수 있는 데 가장 중요한 부분이므로 리간드의 부재는 이 과정에서 심각성을 초래한다. 예를 들어, 에스트로젠 결핍은 골다공증의 원인이며 적절한 신호전달 캐스케이드를 겪지 못하면 뼈의 성장과 강화가 방해받는다. 핵 수용체 매개 경로의 결핍은 골다공증과 같은 질병의 발병에 중요한 역할을 한다.
리간드가 핵 수용체에 결합하면 수용체는 활성화되는 입체구조적 변화를 겪게 되며, 이는 결국 유전자 발현이 조절되는 정도에 영향을 미친다.

## 분류

### 수용성 호르몬 수용체
수용성 호르몬에는 당단백질, 카테콜아민 및 폴리펩타이드로 구성된 펩타이드 호르몬(예: 갑상샘 자극 호르몬, 여포 자극 호르몬, 황체형성 호르몬, 인슐린)이 포함된다. 이들 분자는 지용성이 아니기 때문에 세포막을 통과해서 확산될 수 없다. 결과적으로 펩타이드 호르몬에 대한 수용체는 원형질막에 위치한 수용체 단백질에 결합되어 있기 때문에 원형질막에 위치한다.
수용성 호르몬은 아미노산으로부터 유래하며 실제로 필요할 때까지 내분비 세포에 위치하고 저장된다.
막관통 수용체이면서 호르몬 수용체의 두 가지 주요 유형은 G 단백질 연결 수용체와 효소 연결 수용체이다. 이들 수용체는 일반적으로 cAMP, cGMP, 이노시톨 1,4,5-삼중인산(IP3) 및 칼슘(Ca2+)-칼모둘린 시스템을 포함한 세포 내 2차 전달자를 통해 기능한다.

### 지용성 호르몬 수용체

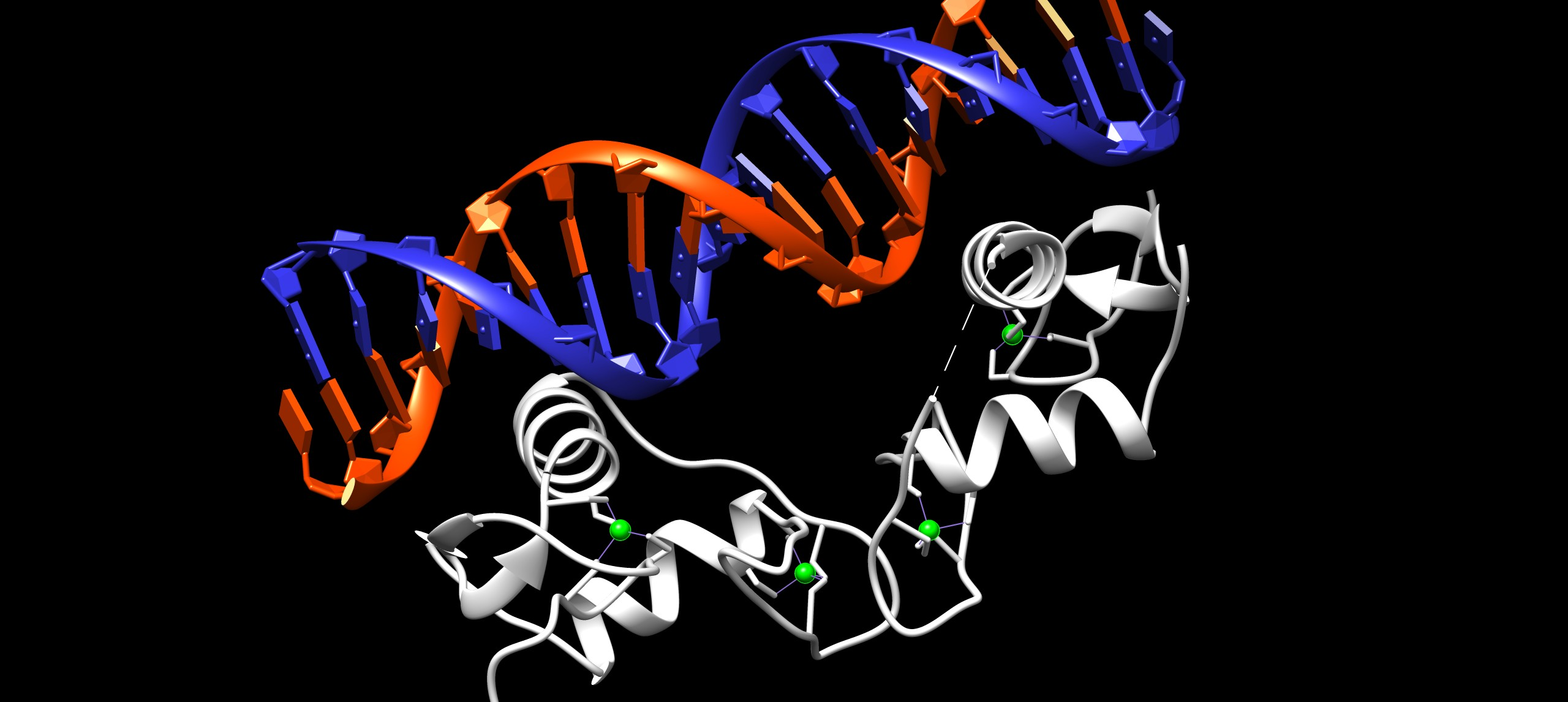
사람의 에스트로젠 수용체를 나타내는 이미지. DNA = 오렌지와 파란색, 에스트로젠 수용체 = 흰색, 아연 원자 = 녹색.

스테로이드 호르몬 수용체 및 관련 수용체는 일반적으로 유전자 활성화를 통해 기능하는 가용성 단백질이다. 지용성 호르몬은 세포 내로 확산되어 DNA의 특정 서열을 표적으로 삼는다. 지용성 호르몬은 세포 내로 확산되면 (세포 내) 수용체와 결합하여 핵으로 이동한다. 이들 반응 요소는 수용체에 결합된 스테로이드 복합체에 의해 결합된 DNA 서열(프로모터)이다. 수용체 자체는 아연 핑거 단백질이다. 이러한 수용체에는 당질 코르티코이드(당질 코르티코이드 수용체), 에스트로젠(에스트로젠 수용체), 안드로젠(안드로젠 수용체), 갑상샘 호르몬(T3) (갑상샘 호르몬 수용체), 칼시트라이올(비타민 D의 활성형) (칼시트라이올 수용체) 및 레티노이드(비타민 A) (레티노이드 수용체)에 대한 수용체가 포함된다. 수용체-단백질 상호작용은 체내 농도를 조절하기 위해 해당 호르몬의 흡수 및 파괴를 유도한다. 많은 신체 시스템이 전적으로 스테로이드에 의존하기 때문에 이것은 스테로이드 호르몬에 대해 특히 중요하다.

## 호르몬 수용체의 목록
이러한 부류 중 일부의 경우 특정 종(예: 사람)에서 단일 유전자에 의해 암호화된 단일 분자가 있다. 다른 경우에는 부류에 여러 분자가 있다.
- 안드로젠 수용체
- 비타민 D 수용체
- 부신겉질자극호르몬 방출호르몬 수용체 1
- 부신겉질자극호르몬 방출호르몬 수용체 2
- 에스트로젠 수용체
- 여포자극호르몬 수용체
- 글루카곤 수용체
- 생식샘자극호르몬 수용체
- 생식샘자극호르몬 방출호르몬 수용체
- 성장 호르몬 수용체
- 인슐린 수용체
- 황체형성 호르몬
- 프로제스테론 수용체
- 레티노이드 수용체
- 소마토스타틴 수용체
- 갑상샘 호르몬 수용체
- 갑상샘자극호르몬 수용체

## 같이 보기
- 수용체
- 신경전달물질 수용체
- 스테로이드 호르몬 수용체